# Centre hospitalier de Roubaix
Le centre hospitalier de Roubaix est un centre hospitalier situé à Roubaix, dans le département du Nord.

## Présentations et chiffres
Le centre hospitalier de Roubaix s'occupe des soins de la population du versant nord-est de la métropole lilloise, soient environ 275 000 habitants desservis en zone de proximité, plus 500 000 en zone de recours régional,. Il comprend 1 500 lits, dont environ 900 sont actifs. Le Centre est bordé de 70 000 m2 d’espaces verts.
Le Centre hospitalier, qui compte 3 100 salariés dont environ 300 médecins (44 spécialités médicales), est l’un des premiers employeurs de la ville de Roubaix. 
On dénombre, environ, :
- 48 000 hospitalisations par an + 11 000 séances de dialyse
- 65 000 passages aux urgences par an
- 2 600 sorties des véhicules SMUR
- 180 000 consultations par an
- 4 650 chimiothérapies par an
- 2 600 naissances par an
- 900 000 repas servis par an (+/- 3 300 repas/jour)
- 1 600 tonnes de linge nettoyées par an (+/4 tonnes par jour)

## Sites
Le centre hospitalier de Roubaix regroupe différentes entités toutes situées à Roubaix :
- l'hôpital Victor Provo, d’environ 500 lits (11-17, boulevard Lacordaire) ;
- l'hôpital de la Fraternité, qui s'occupe de l'alcoologie, la toxicologie, la planification familiale et l'IVG (20, avenue Julien Lagache) ;
- la maternité Paul Gellé (91, avenue Julien Lagache) ;
- le pavillon Lagache, qui s'occupe des soins palliatifs, douleurse et accompagnement (31, rue de Barbieux) ;
- le pavillon pédiatrique (boulevard Lacordaire) ;
- le pavillon mère-enfant Marcel Ghislain, qui s'occupe de la néonatologie (rue Charleroi) ;
- CETRADIMN qui s'occupe de la diabétologie (26, boulevard Lacordaire)
- la résidence de la Fraternité, centre pour personnes âgées dépendantes (20, avenue Julien Lagache)
- la résidence Isabeau qui s'occupe des polypathologies et de la dépendance physique (52-53, rue Saint Antoine)
- le centre de cure médicale Le Vert Pré, pour les soins de longue durée pour les personnes âgées (rue Pierre de Coubertin)
- le centre d’action médico-sociale précoce (CAMSP) (36, rue du Nouveau Monde)
- l'institut de formation en soins infirmiers (9, rue Henri Bossut)

## Histoire
Fin du XIXe siècle, construction du l'Hospice Barbieux.
Inauguré au début du XXe siècle, l'Hôpital de la Fraternité est ainsi nommé en référence à la large souscription publique ayant permis son financement. C'est un ensemble de pavillons reliés entre eux par un réseau de galeries souterraines.
En 1973 est mise en service la maternité Paul Gellé.
En 1995 a ouvert le pavillon mère-enfant Marcel Ghislain qui abrite un service de néonatologie de 25 lits et un secteur « Mère Enfant » qui permet la prise en charge globale de la mère et de l’enfant présentant une pathologie néonatale.
En 2001 est ouvert sur le site de l'hôpital de la Fraternité une résidence de 120 lits consacrés aux dépendances psychiques…
En 2003, la résidence Isabeau de Roubaix est ouverte : cet établissement de 120 lits est dédié aux polypathologies et à la dépendance physique.
En septembre 2005, un accord-cadre franco-belge sur la santé est signé à Mouscron en présence de Xavier Bertrand, Ministre français de la santé et Rudy Demotte, Ministre fédéral belge des affaires sociales et de la santé publique, Joëlle Bourgeois, ambassadeur de France en Belgique, ainsi que des représentants des centres hospitaliers. En avril 2008, Les Centres hospitaliers de Roubaix, Mouscron, Tourcoing et Wattrelos ainsi que les Caisses d’Assurance Maladie de France et les Mutuelles belges ont créée une zone d’accès aux soins transfrontaliers.
Depuis 2009 est installé le plus grand puzzle du monde dans le hall du centre pédiatrique de l’hôpital de Roubaix.

## Maternité Paul Gellé
Cette maternité n'existe plus, remplacée par la maternité de Beaumont, accollée à l'Hopital Victor Provo.
La maternité Paul Gellé est la troisième maternité publique de la région Nord-Pas-de-Calais, avec 2 800 accouchements par an. Elle offre une prise en charge globale de la maternité et des pathologies associées, et comprend les trois services suivants : anesthésie, bloc de gynécologie, maternité et obstétrique.
Elle intervient en consultation avancée au Centre hospitalier de Wattrelos, et est un partenaire historique de l’hôpital universitaire Jeanne de Flandres (CHRU de Lille) et du Centre Oscar Lambret de Lille. Avant octobre 1986, date d'inauguration d'une clinique d’accouchement et de gynécologie au Recueil à Villeneuve-d'Ascq, elle accueillait les naissances de nombreux Villeneuvois.

## International
Le Centre hospitalier de Roubaix participe à une zone d’accès aux soins transfrontaliers créée en avril 2008 avec les hôpitaux de Mouscron (Belgique), Tourcoing et Wattrelos ainsi que les Caisses d’Assurance Maladie de France et les Mutuelles belges. Cette zone a pour but d’améliorer la qualité de soins des patients qui peuvent se faire soigner à proximité de leur domicile et simplifie leurs démarches administratives. Ainsi, les patients belges de l’arrondissement de Mouscron – Comines – Estaimpuis peuvent recevoir des soins au sein des Centres Hospitaliers de Roubaix, Tourcoing et Wattrelos, sans autorisation médicale préalable; inversement, les patients français affiliés aux Caisses Primaires d’Armentières, Lille, Roubaix et Tourcoing peuvent se rendre au Centres Hospitaliers de Mouscron, Courtrai, Menin et Ypres sans autorisation médicale préalable. Ces coopérations sont issues des conventions hospitalières issues de la loi de 1991, notamment celle passée entre le Centre hospitalier de Tourcoing et la clinique de Mouscron, ainsi que des Groupements européens d’intérêt économique (GEIE) tels que le GEIE Santé en Thiérache, l’Observatoire franco-belge de la Santé, et Luxlorsan.

## Anecdote
Le hall du centre pédiatrique de l’hôpital de Roubaix est décoré du plus grand puzzle du monde, Life, un puzzle de 24 000 pièces.

## Transport
- L'hôpital Victor Provo est  accessible en transport en commun avec la ligne 25 de bus et par le tramway Lille - Roubaix (arrêt « Hôpital Provo » ).
- La maternité Paul Gellé est accessible en transport en commun avec la ligne 25 de bus (arrêt « Paul Gellé »).

## Anciens collaborateurs connus
- André Gernez, médecin radiologue[7]